# EBoy
eBoy é uma coletiva de arte pixel que se formou em 2 de maio de 1997, composta por Kai Vermehr, Steffen Sauerteig e Svend Smital.
Suas ilustrações complexas foram transformadas em pôsteres, camisetas, brinde e exibidas em exposições de galerias. "Escolhemos trabalhar com pixels porque nos encantamos com a ideia de criar imagens exclusivas para a tela. É a forma ideal de conseguir resultados muito claros e precisos. Além disso, manipular pixels é divertido e nos obriga a simplificar e abstrair as coisas, o que é um grande benefício dessa técnica." As cidades de Berlim e Los Angeles abrigam o eBoy.
Suas influências vêm da: "cultura pop... compras, supermercados, TV, comerciais de brinquedos, LEGO, jogos de computador, as notícias, revistas..." Kai se inspirava no Nintendo durante sua infância, enquanto os outros eBoys moravam na Alemanha Oriental onde não havia jogos eletrônicos. Eles usam a cultura popular e ícones comerciais para criar ilustrações em 3D com isometria, que mostram robôs, carros, armas e garotas. Hoje em dia eles imprimem a maioria de seus designs e não os fazem só para as telas de computador, o que permite que as imagens tenham mais detalhes e complexidade. "Quando nos dedicamos apenas a um projeto, demoramos de seis a oito semanas para concluir uma paisagem urbana bem detalhada, com três eBoys trabalhando nela quase em tempo integral. Mas, quando temos que conciliar com outros projetos, o que é comum, pode levar anos para finalizar uma imagem, pois não dispomos de tanto tempo para ela." Eles se tornaram ídolos entre os designers gráficos do mundo inteiro, além de terem uma grande lista de clientes comerciais. Outra criação deles são os brinquedos plásticos Peecol, feitos em colaboração com a Kidrobot, e uma linha de brinquedos de madeira que será produzida com sua própria marca.
eBoy criou "Pixoramas" inspirados em cidades como Tóquio, Paris, Rio de Janeiro, Berlim e Londres e está financiando sua mais nova paisagem urbana baseada em São Francisco via Kickstarter. Eles também trabalharam com marcas como Coca-Cola, MTV, VH1, Adidas, Gola e Honda. Eles trabalharam na criação da capa do álbum Soundboy Rock, do Groove Armada, em 2007, bem como do álbum Fix Yourself, Not the World, do Wombats, em 2022.

## Principais Pixoramas (cenas de cidades e paisagens)
Essa é uma lista de algumas das obras mais famosas do eBoy, que retratam cidades e paisagens em arte pixel.
- Shift Ecity (1998)
- Berlim (1ª edição, 2002)
- Veneza (1ª edição, 2002)
- Superbroncobattle (1ª edição, 2004)
- Londres (1ª edição, 2005)
- Colônia (1ª edição, 2005)
- Nova Iorque (1ª edição, 2006)
- FooBar (1ª edição, 2006)
- Tóquio (1ª edição, 2007) NFT
- Baltimore (1ª edição, 2008)
- Los Angeles (1ª edição, 2008)
- Marselha (perspectiva da cidade, 1ª edição, 2009)
- Amnesty (1ª edição, 2009)
- Paris (1ª edição, 2010)
- Rio de Janeiro (1ª edição, 2011)
- Marselha (perspectiva do mar, 1ª edição, 2012)
- BazQux (1ª edição, 2013)
- Miami (1ª edição, 2014)
- São Francisco (1ª edição, 2015)
- Moscou (1ª edição, 2021) NFT

## Outros Pixoramas famosos
- Maker Faire (1ª edição, 2007)
- MIA Miami Airport (2014)

## Colaborações
Adidas, Adobe, Nike, Honda, Paul Smith, Louis Vuitton, DKNY, Kidrobot, Wombats, Yuzu, Uniqlo, FontShop, Marriott, Net-A-Porter e muito mais.